# هاسک (کمیک)
هاسک (به انگلیسی: Husk) با نام اصلی پیج الیزابث گاتری، یک شخصیت خیالی ابرقهرمان در کتاب‌های کامیک منتشر شده توسط مارول کامیکس است، که اغلب با گروه مردان ایکس مرتبط است. شخصیت هاسک توسط نویسنده بیل مانتلو و طراح ویلیام جانسون خلق شده‌است که برای اولین بار به شکل شخصیت پشت زمینه در شمارهٔ ۳ از مجموعه سالیانه رم (نوامبر ۱۹۸۴) معرفی شد. نخستین حضور او به صورت کامل در شمارهٔ ۳۲ از کمیک اکس-فورس (۱۹۹۴) بود که توسط فابیان نیکیزا و تونی دنیل ساخته شده‌است.
پیج اهل کنتاکی و در خانوادهٔ معدنکار زغال سنگ به دنیا آمده‌است و خواهر کوچکتر کنون‌بال به‌شمار می‌رود. او عضو یکی از زیرشاخه‌های بشریت با نام جهش‌یافته‌ها به‌شمار می‌رود که با توانایی‌های ابرانسانی شامل پوست‌اندازی برای ظاهر شدن یک لایه جدید در زیر پوست (اغلب از جنس فلز، الماس یا سنگ، اما قادر است به انواع مختلفی از مواد تبدیل شود) به دنیا آمده‌است.